# Russia

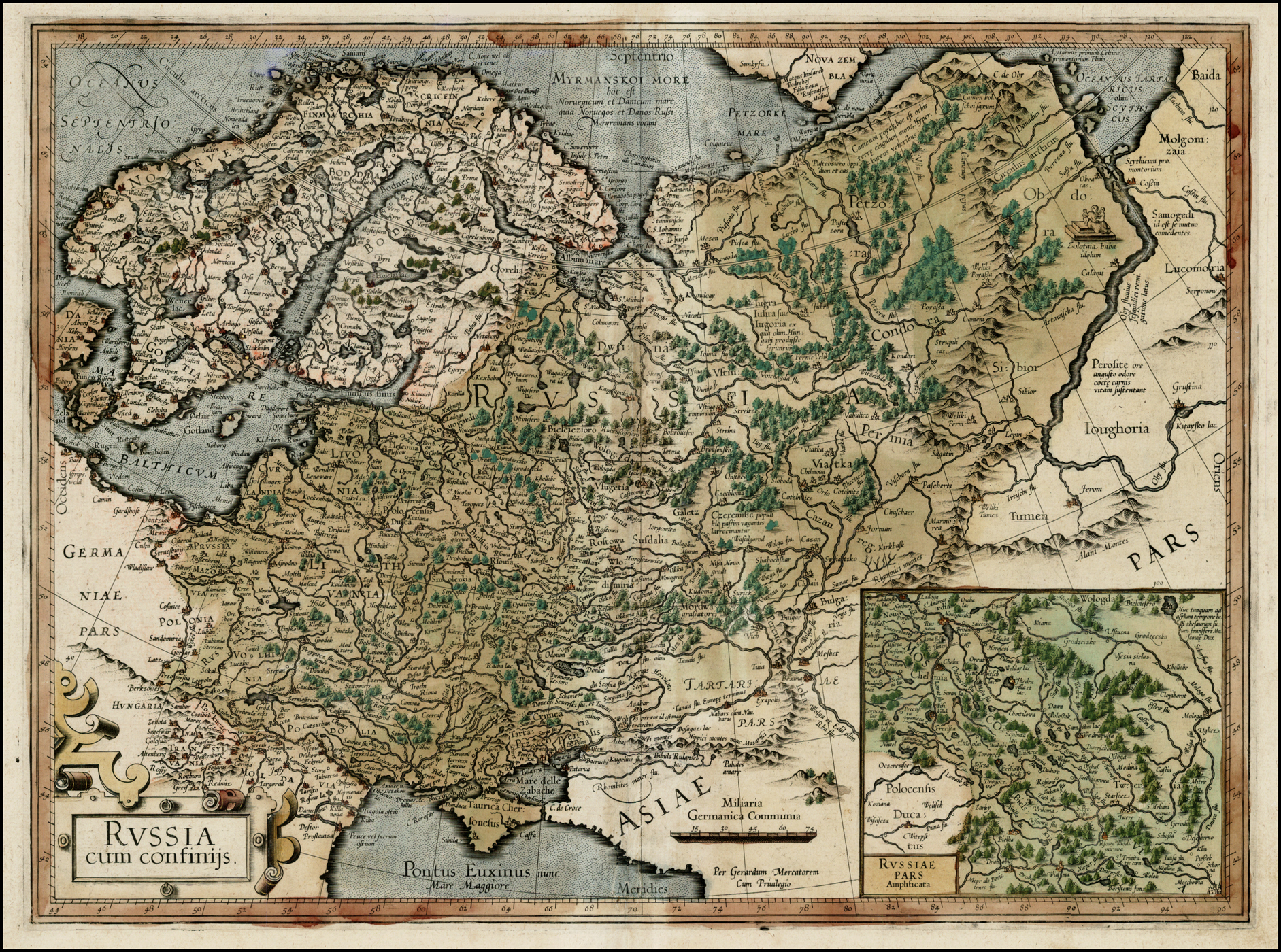
Мапа Герарда Меркатора «Russia cum Confinijs» 1595 року. «Russia» одночасно виступає назвою як Московського царства, так і Руського воєводства.

Russia (лат. Rvssiae, Rusie, Russie) — екзонім східнослов'янських територій Русі в історичних джерелах. 
Першопочатково вживаний виключно в латинських джерелах, пізніше був запозичений іншими мовами зокрема англійською. Після анексії земель Білої Русі (лат. Alba Russia) та ліквідації Руського воєводства, відомого в тому числі як Червона Русь (лат. Russia Rubra), в кінці XVIII ст. остаточно закріпився за східними землями підконтрольними Російській імперії, а в історіографічній літературі дотичої західних земель був витіснений його синонімом — Ruthenia.

## Історія
Документована номенклатура назв руських земель в західних документах бере свій початок з документів папської канцелярії з кінця XI ст., коли для позначення земель почали використовувати екзонім Russia, а для позначення її мешканців-русинів Rutheni. Назва на руських землях почала поширюватись в часи Галицько-Волинського князівства, зокрема на князівській печатці в форматі лат. Regnum Russiæ / Rusie.

## Галерея

### Гравюри

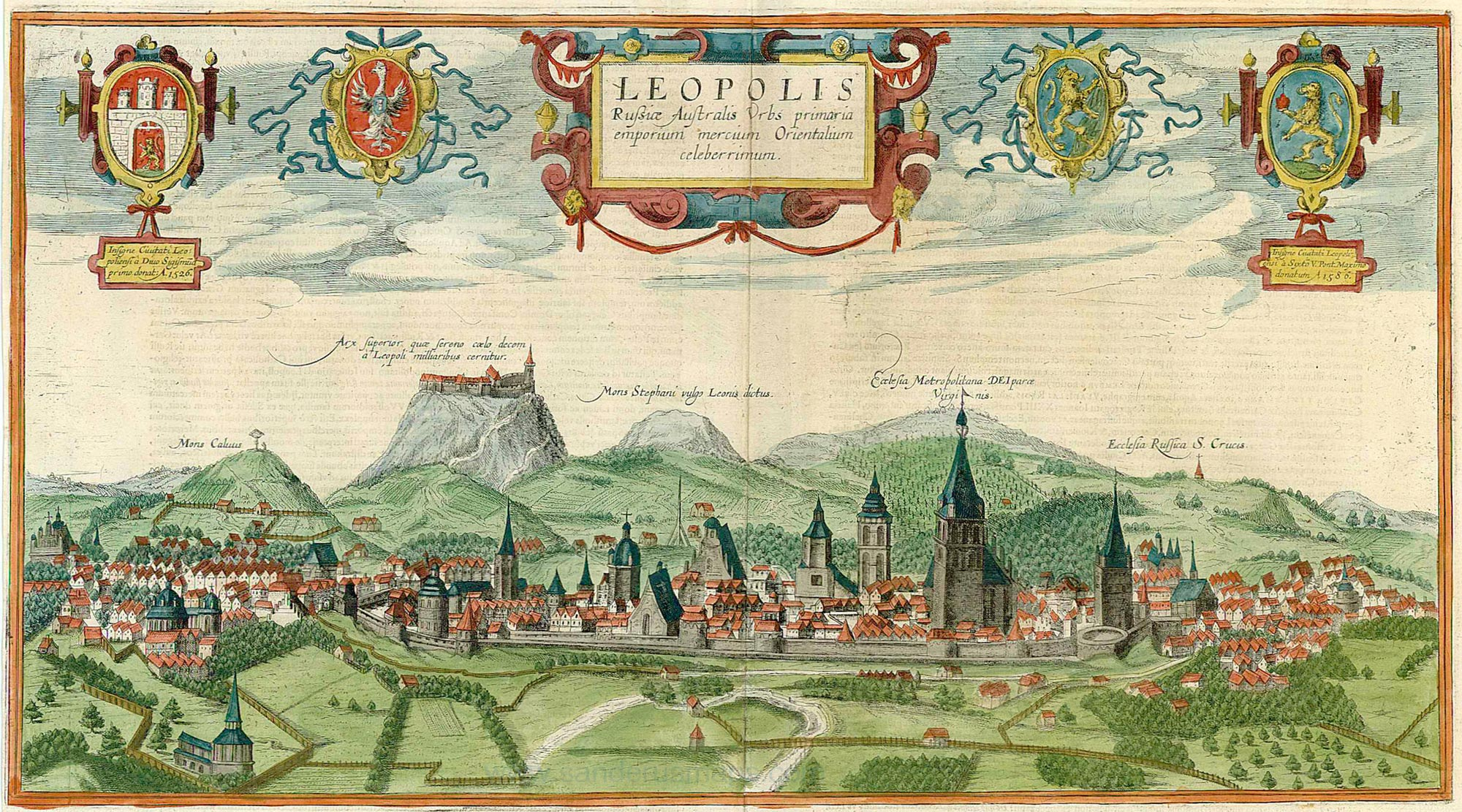
Панорама Гоґенберґа. «Леополіс Русі Південної місто головний ринок товарів східних найславніше» (LEOPOLIS Russiae Australis Urbs primaria emporium mercium Orientalium celeberrimum)
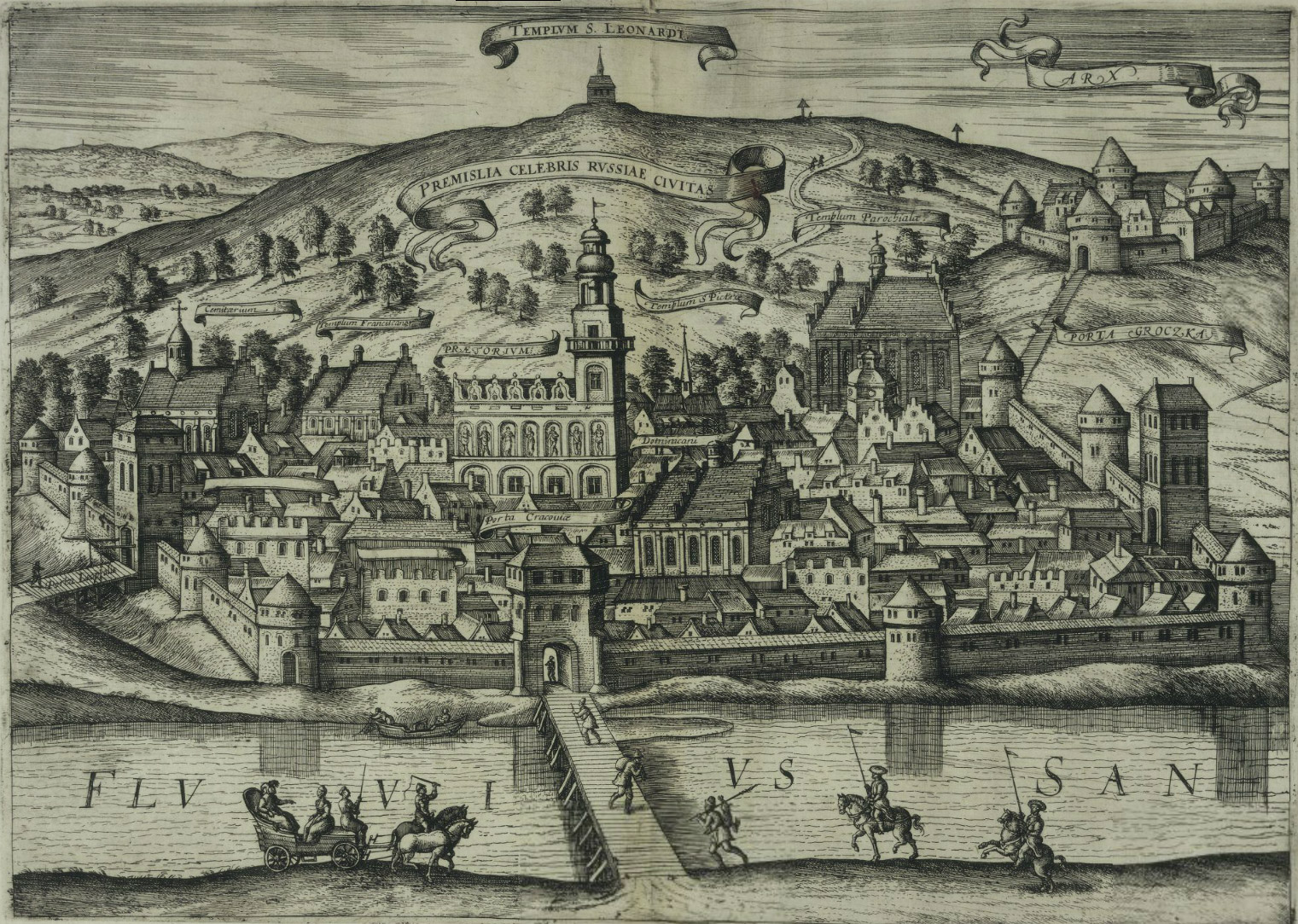
«Перемишль відоме руське місто» (Premislia celebris Rvssiae civitas; атласу Г.Брауна, 1617)
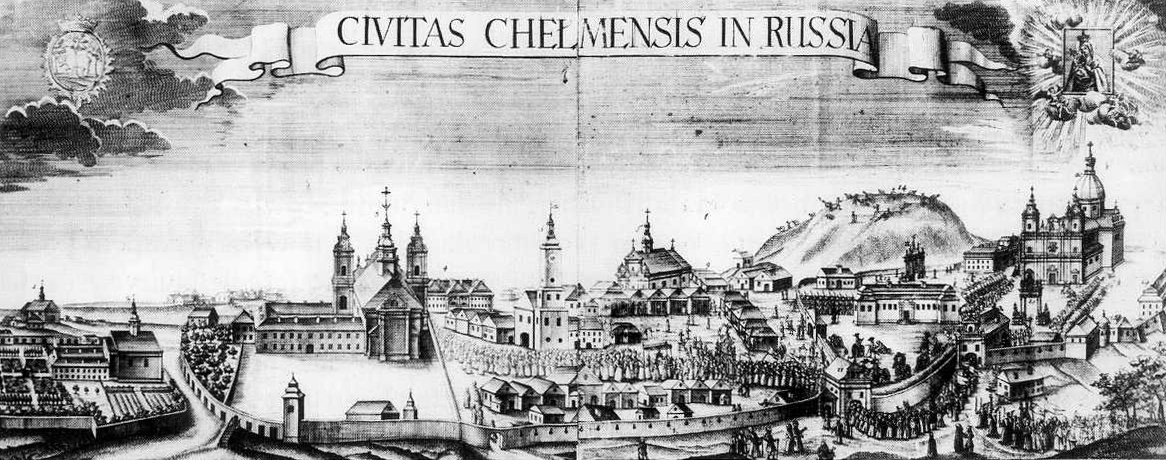
Теодор Раковецький. Процесія з чудотворним образом під час урочистостей з нагоди коронації ікони Холмської Богородиці, 1780 рік.

### Печатки

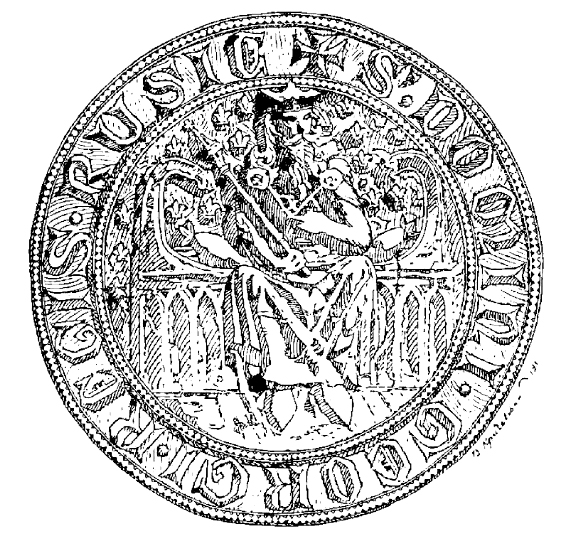
Прорис печатки Юрія І з надписом «S[igillum] Domini Georgi Regis Rusie»
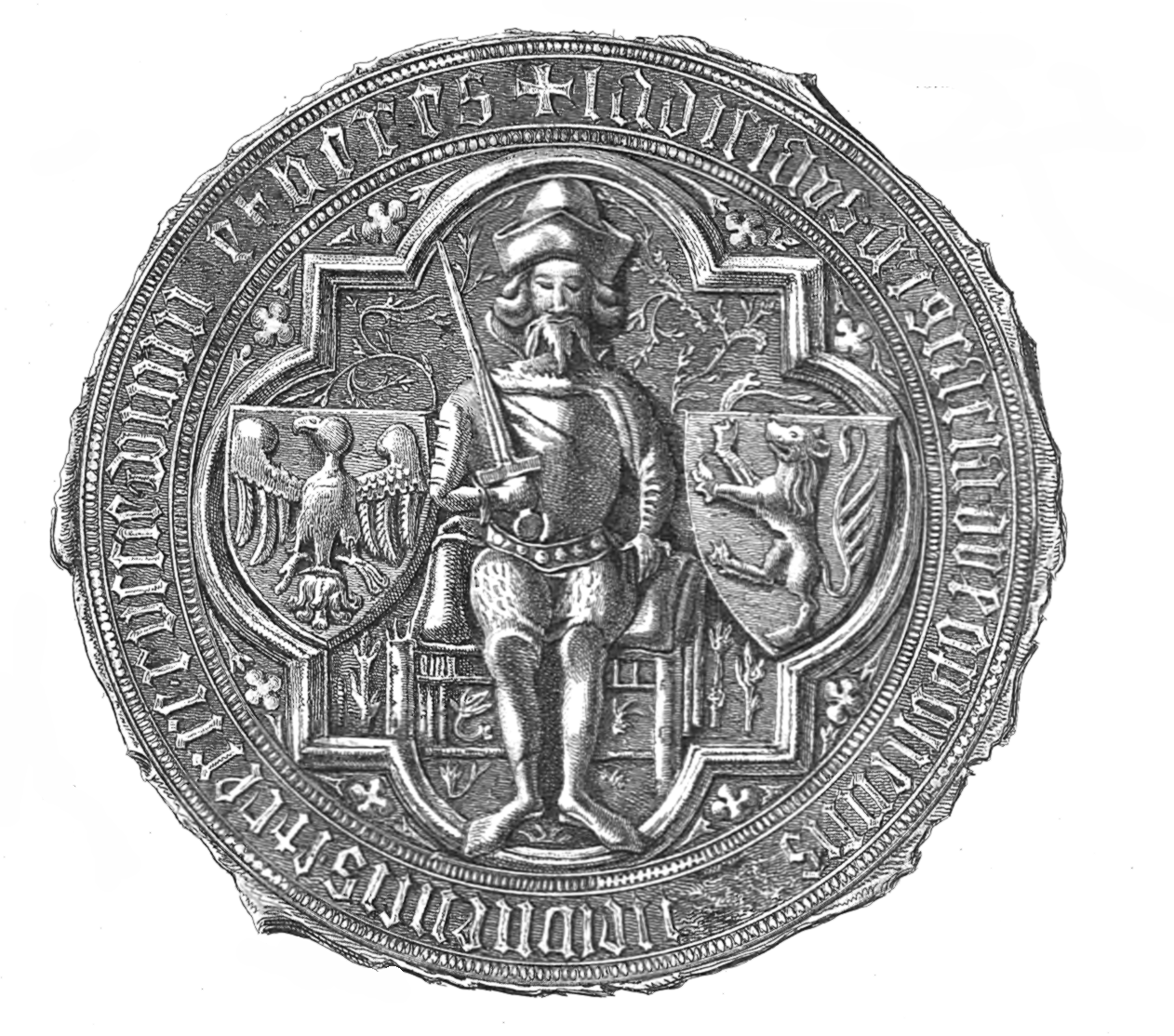
Прорис Печатки Владислава Опольчика з надписом «Ladislaus Dei Gracia Dux Opoliensis Wieloniensis et Terre Russie Domin[us] et Heres»